# Agglutinina a freddo
Le agglutinine a freddo dette anche crioagglutinine sono anticorpi la cui caratteristica principale è quella di determinare l'aggregazione dei globuli rossi a bassa temperatura, legandosi agli antigeni di superficie. Appartengono alla classe delle IgM.
Questi complessi precipitano perdendo la solubilità nella fase liquida del sangue a temperature comprese tra 0 e 4 °C, mentre non hanno nessun effetto se riportati a temperatura corporea.
Sono ricercati a partire dalla seconda settimana in caso di sospetta polmonite da Mycoplasma pneumoniae e raggiungono il picco intorno alle due-tre settimane. Vengono riscontrate anche in caso di altre infezioni, come la mononucleosi infettiva.
Se l'agglutinazione è rilevante può essere visibile anche in provetta, mentre se l'agglutinazione eritrocitaria è debole può esserci erroneamente un numero di eritrociti ed il MCV falsamente bassi.